# Бежецкий мемориально-литературный и краеведческий музей

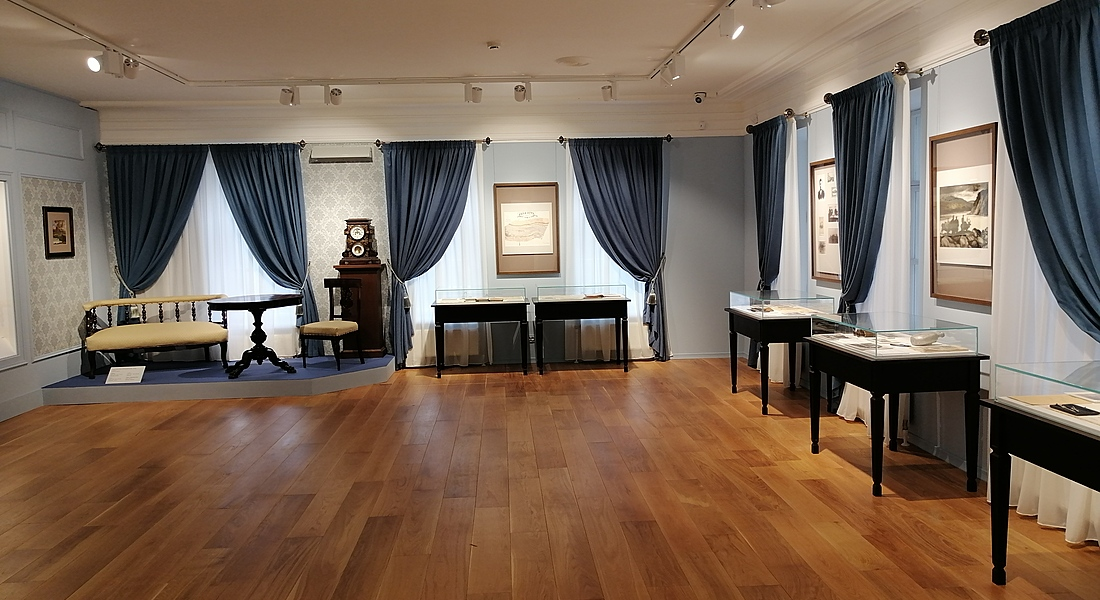
Зал Бежецкого мемориально-литературного музея

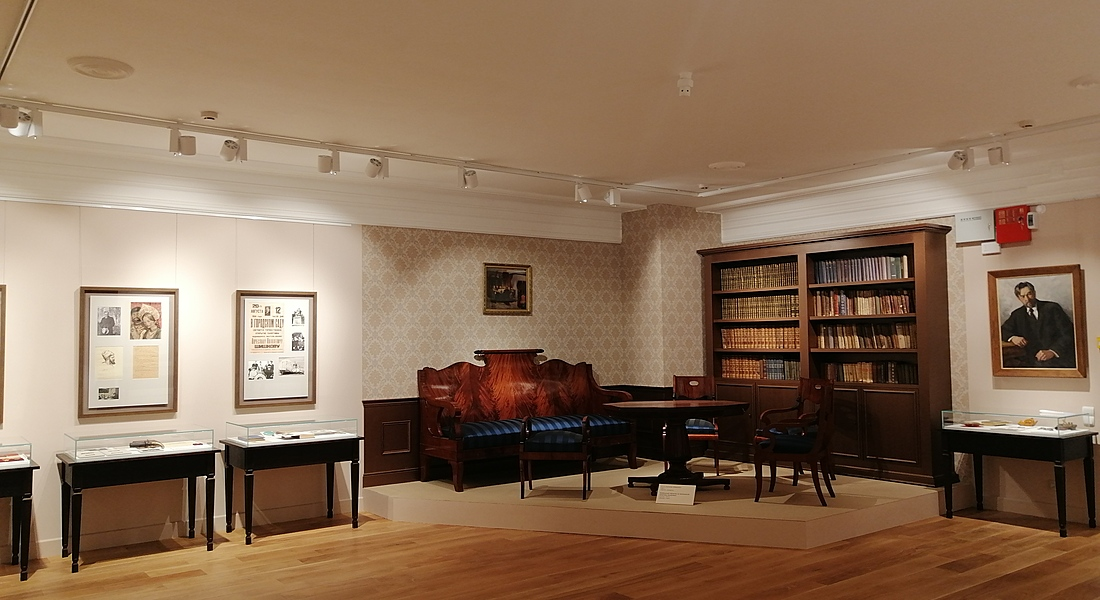
Экспозиция Бежецкого мемориально-литературного музея

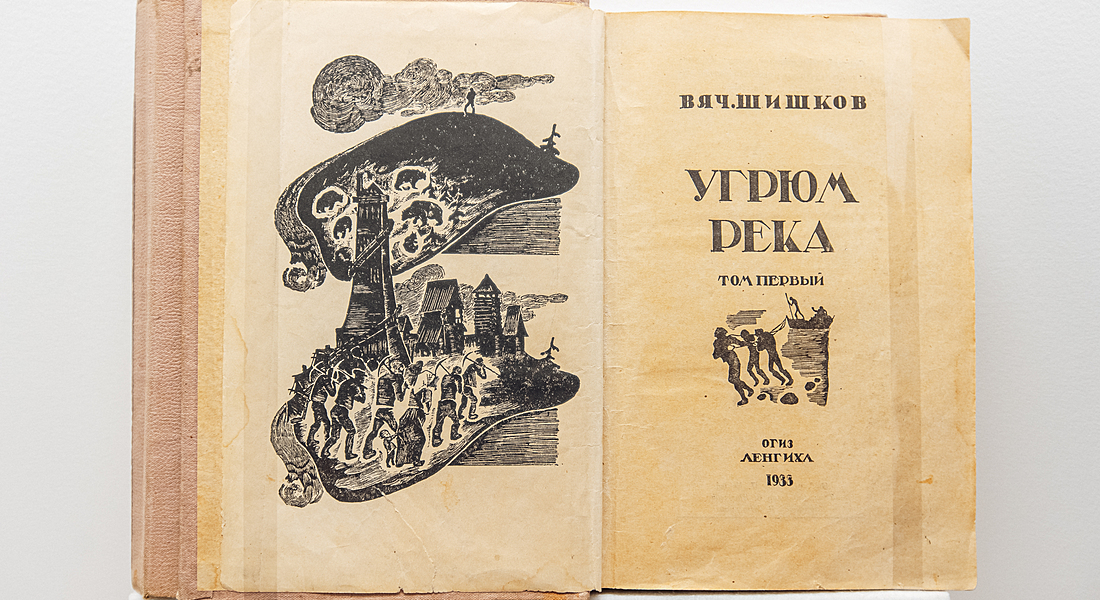
Книга из экспозиции Бежецкого мемориально-литературного музея

Бежецкий мемориально-литературный и краеведческий музей — музей, посвященный уроженцам города Бежецк — писателю и исследователю Сибири Вячеславу Яковлевичу Шишкову и создателю Великорусского оркестра Василию Васильевичу Андрееву.
Является филиалом Тверского государственного объединённого музея. Музей располагается в здании бывшего городского училища, которое является объектом культурного наследия. С 1882 по 1888 год здесь учился будущий писатель В. Я. Шишков.
В 2011 году закрывался для проведения ремонтно-реставрационных работ, после завершения которых в 2021 году возобновил работу.
У истоков музея стоял Н. Л. Сверчков (племянник Николая Гумилёва), музей осуществляет комплексный подход в научной и выставочной работе с опорой на мемориальную часть о знаменитых земляках.

## Экспозиция
В музее созданы выставки и экспозиции о Василии Андрееве, Николае Гумилёве, Анне Ахматовой, Льве Гумилёве. Основной интерес вызывает история края, поэтому ежегодно создаются две-три выставки, отражающие разные периоды восьмивековой истории края. Постоянно действует этнографическая выставка. В музее хранятся коллекция русских народных инструментов (конец XIX в.), коллекция живописи И. Костенко (ученик Аполлинария Васнецова), коллекция фотоснимков и негативов с видами Бежецка начала XX в.
В экспозиции «В. Я. Шишков — талант, принадлежащий народу» особое место занимает эвенкийская этнографическая коллекция: праздничный костюм, унты, чум, предметы быта эвенков XIX века. Экспонаты, подаренные музею вдовой писателя К. М. Шишковой: рукописи, письма, документы, коллекция прижизненных изданий (с автографами), личные вещи писателя, мебельный гарнитур 2-й половины XIX века из московской квартиры Шишковых.
В экспозиции также представлена коллекция иллюстраций из фондов Тверского государственного объединённого музея к произведениям В. Я. Шишкова художников: В. П. Карпова, П. Н. Пинкисевича, Е. Д. Святогорова, Е. Я. Хигера, а также эскизы костюмов к фильму «Угрюм-река» (1968 г.) Н. А. Шапориной.
Экспозиция, посвящённая В. В. Андрееву, рассказывает о жизни и творчестве, концертной и общественной деятельности композитора. В экспозиции можно увидеть вещи, принадлежавшие матери музыканта. Стул из квартиры В. В. Андреева в Петербурге, афиши и программы концертов. Вниманию посетителей будет[когда?]

 представлена коллекция музыкальных инструментов работы мастеров конца ХIХ — начала XX вв.: Ф. И. Пассербского, С. И. Налимова, И. А. Зюзина, В. П. Оглоблина, И. И. Галиниса.
С помощью современных мультимедийных технологий можно услышать записи музыкальных произведений начала XX века. В музее находится концертный зал, в котором можно прослушать музыку и литературные произведения знаменитых уроженцев Бежецка. Также на первом этаже музея работает выставочный зал, в котором периодически проходят различные выставки.